# Departamento Chimbas
Chimbas es un departamento de la Provincia de San Juan (Argentina). Se encuentra ubicado en el centro sur de la misma en la margen derecha del río San Juan, donde predomina un paisaje completamente urbanizado, hacia el oeste, ya que sus localidades conforman el Gran San Juan, y agrícola hacia el este.
También se destaca por tener una importante actividad industrial, siendo la más importante de la provincia.
Chimbas ocupa tan solo un 0,06% del total de la superficie provincial, lo que lo convierte en una de las jurisdicciones menos extensas. Es conocido popularmente por su intensa actividad en la celebración pública del carnaval.

## Toponimia
El nombre del Departamento proviene de un vocablo de origen quechua y su traducción significa "terreno al margen del río","lado opuesto al río" o bien " terreno pedregoso entre brazos del río".

## Historia
Antes de la llegada de los españoles, el departamento estaba habitado por los Huarpes, pueblo indígena originario humilde y pacífico, que habitaba el territorio dedicados a la agricultura y a la caza de guanacos.
Para el año 1562, después de la fundación de la Ciudad de San Juan de la Frontera, estos terrenos fueron divididos en "mercedes reales", entregadas a los vecinos que acompañaban al fundador Juan Jufré, tal como lo determinaba el ritual español. Fue así como Juan Eugenio de Mallea, segundo al mando en la expedición, recibe una gran propiedad y establece una estancia, en lo que hoy es parte del territorio de Chimbas.
El pasado de este departamento está unido al departamento Capital, ya que formó parte de él durante largo tiempo.
Recién en el siglo XX, por una ley sancionada el 11 de diciembre de 1913 se creó el departamento con el nombre de Chimbas.
En épocas posteriores al terremoto de 1944 alcanzó un importante crecimiento lo que originó la afluencia de habitantes de otros departamentos. Por otra parte, la demanda de mano de obra para la reconstrucción de la ciudad de San Juan, favoreció la expansión urbana en la zona.
El emplazamiento de la villa cabecera Paula Albarracin de Sarmiento se realizó en 1948, en el terreno de Juan Alberto Picot, lugar donde según habitantes mayores, era el antiguo cause de la Cañada Brava que dividía al territorio en Chimbas Norte y Chimbas Sur. Con la construcción de la avenida Costanera en los años del primer gobierno del presidente Perón este problema desaparece como así la Cañada Brava y el peligro de inundaciones en épocas de crecida del Río San Juan.
En una primera instancia el nombre fue Santa Paula pero años más tarde y en homenaje a la madre de nuestro prócer máximo Domingo Faustino Sarmiento se reemplazó por Villa Paula Albarracín de Sarmiento.

## Geografía

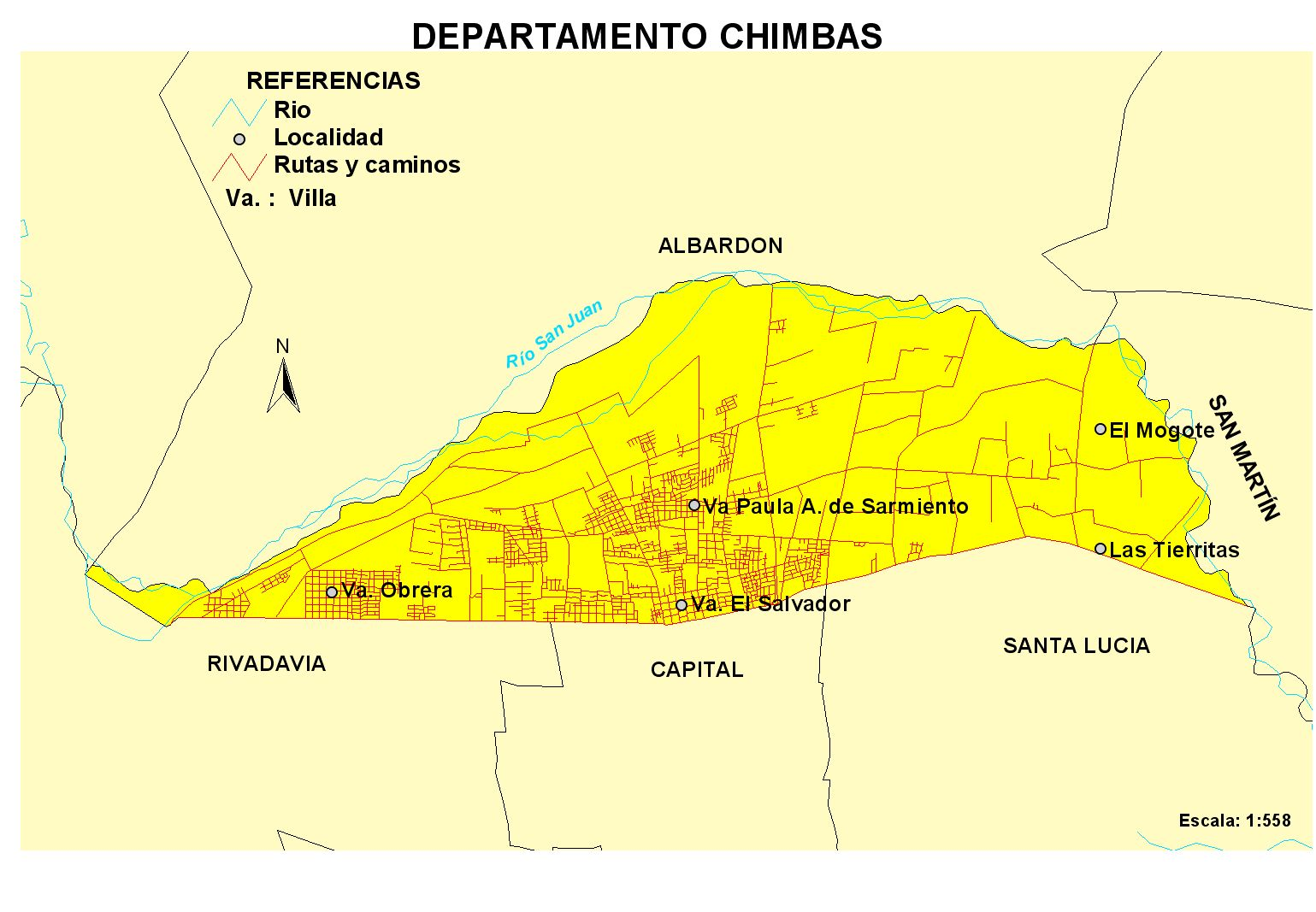
Mapa del departamento.

El departamento Chimbas se encuentra ubicado en el centro norte del Valle del Tulúm, al norte de la ciudad de San Juan, a escasos 5 kilómetros, a orillas del río San Juan. Sus límites son:
- Al norte con el Departamento Albardón
- Al sur con los de Capital, Rivadavia y Santa Lucía
- Al este con el de San Martín
- AL oeste con Rivadavia

El relieve del departamento Chimbas consta de una planicie con inclinación hacia el este limitada al norte y al este por el río San Juan, creando un límite natural con los departamento Albardón y San Martín
- Coordenadas 31°29′S 68°30′O / -31.483, -68.500

## Población
El censo 2010 arrojó 87 258 habitantes.
Para el censo 2022 el departamento registró 105 627 habitantes; lo que representó un aumento en la cantidad de personas del 21,1% mayor que el crecimiento poblacional provinciala situado en 20,8%. Estos datos le valieron al departamento tener la tercera población y segunda mayor densidad de la provincia.

## Economía

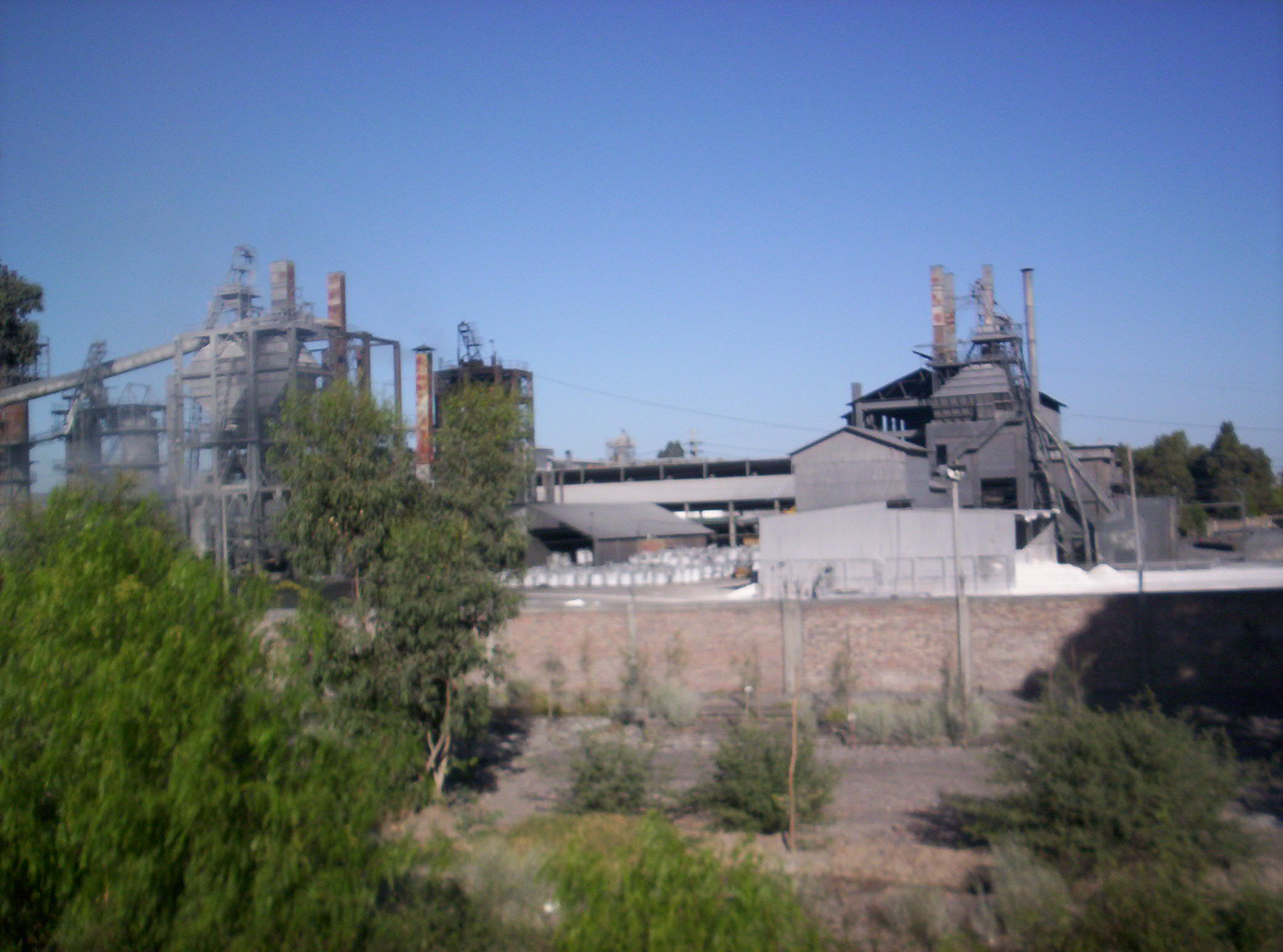
Vista a una de las tantas industrias ubicada en el departamento.

La actividad económica más importante del departamento es la Industria, ya que en Chimbas se encuentra el parque industria de la provincia ubicado en el sector noroeste, abarca una superficie de 95 hectáreas, divididas en 131 lotes, de los cuales solo se encuentra ocupado el 37%. Las industrias se dedican a la producción de aerosoles de ambiente perfumados, envases plásticos. Sobre la margen del río San Juan, en el sector norte, se asientan numerosas empresas dedicadas a la explotación áridos, de donde se obtiene materiales para la construcción de viviendas.
En cuanto a la agricultura, posee una superficie cultivada de 1941 hectáreas, donde prosperan vid, hortalizas, forestales, y forrajes.
La actividad ganadera no es significativa, aunque posee diferentes establecimientos dedicados a la cría de ganado porcino y bovino

## Turismo

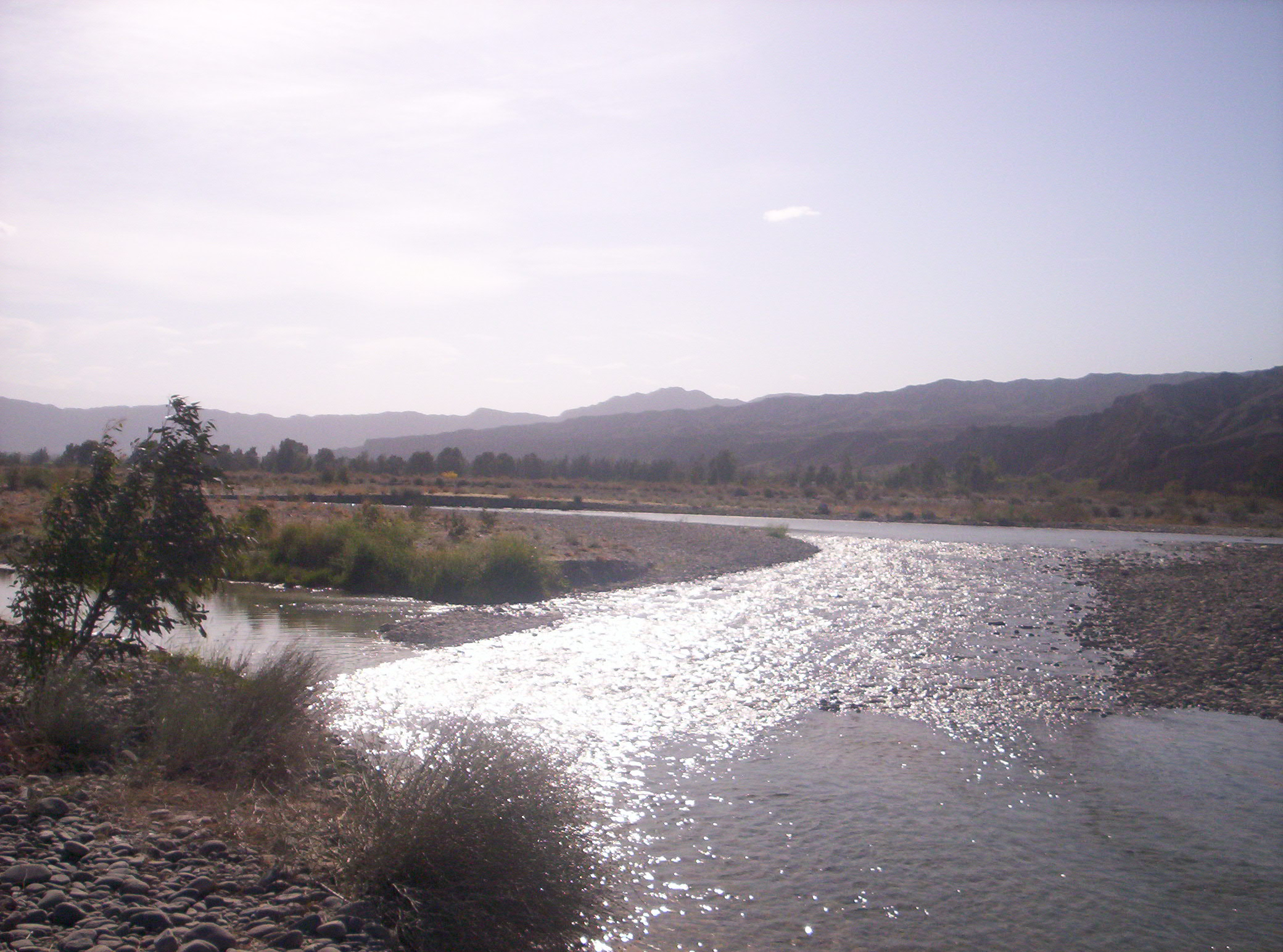
El río San Juan atravesando el departamento.

Chimbas cuenta con un observatorio astronómico de más de 50 años, el cual fue dotado con un telescopio láser único en Sudamérica, dependiente de la Universidad Nacional de San Juan.
Principalmente la mayor afluencia de visitantes al departamento se produce durante algunos acontecimientos especiales como el Carnaval. Cada mes de febrero, la población de Chimbas se reúnen para realizar un gran desfile de carruajes, comparsas y murgas y se produce la elección de la reina, siendo una de los fiestas del carnaval más importantes de la provincia.
Las festividades religiosas también contribuyen a movilizar el turismo en el departamento. La Fiesta de San Cayetano (el 7 de agosto) y los festejos en honor a Nuestra Señora de Andacollo (el 26 de diciembre) convocan a una gran cantidad de personas.
En el plano recreativo, Chimbas cuenta con diferentes lugares de esparcimiento, tales como algunos Camping localizados a orillas del río San Juan
También se encuentra en esta localidad una unidad penitenciaria que operó como centro clandestino de detención durante el autodenominado Proceso de Reorganización Nacional.
Entre las actividades culturales puede nombrarse el carnaval realizado todos los años en febrero.